# Pelikán kadeřavý
Pelikán kadeřavý (Pelecanus crispus) je velký pták z čeledi pelikánovitých, největší z evropských pelikánů.

## Popis
Pelikán kadeřavý je jedním z největších žijících druhů ptáků (o něco větší je třeba albatros stěhovavý) a asi největším druhem pelikána. Dorůstá délky až 180 cm a váhy 11–15 kg, rozpětí křídel potom činí až 3,45 metru a údajně existuje ověřený záznam, v němž jedinec disponuje rozpětím o délce 3,5 metru.
Má mohutné tělo, krátké končetiny, ocas a mohutný zobák dlouhý až 45 cm (delší ho má pouze pelikán australský, který ale v ostatních parametrech spíše zaostává), s charakteristickým hrdelním vakem. Je bílý se stříbřitým odstínem, letky má černé, končetiny šedé, zobák šedý nebo pomerančově oranžový stejně jako hrdelní vak. Samec i samice se zbarvením neliší. Na rozdíl od podobného pelikána bílého, s kterým bývá velmi často zaměňován, má kadeřavá pírka v týle, světlou duhovku, jen malou lysinu kolem oka, šedé (ne černé) loketní letky a světlou spodinu křídla.

## Rozšíření
Pelikán kadeřavý žije ve vnitrozemských mokřinách a při pobřeží jihovýchodní Evropy, jižní a jihozápadní Asie a severovýchodní Afriky. Občas, především během června, zaletuje i do  střední Evropy. Na zimu migruje obvykle jen na krátké vzdálenosti.

## Ohrožení
Během 19. a 20. století početnost pelikána kadeřavého výrazně klesla a z kategorie málo dotčených druhů byl dle Červeného seznamu ohrožených druhů (IUCN) v roce 1994 přeřazen rovnou do kategorie zranitelných druhů především díky masivnímu úbytku přirozeného biotopu a ilegálnímu odstřelu. V současné době se počet volně žijících jedinců pohybuje mezi 10–20 000 ptáky a dle dostupných údajů se již některé kolonie začínají zvětšovat. Nejrozsáhlejší kolonie čítající zhruba 1000 chovných párů však pořád žije u jezera Mikri Prespa v Řecku.

## Ekologie
Pelikán kadeřavý žije v monogamních párech, která se v období rozmnožování shlukují do velmi početných hejn. Stejně jako ostatní pelikáni se živí téměř výhradně rybami, které chytá do svého vaku přímo na vodní hladině a na rozdíl od pelikána hnědého se za nimi nepotápí. Loví především úhoře a parmice, občas také drobné bezobratlé živočichy. Hnízda, v podobě velké hromady větví, si staví na plovoucích nebo pevných vodních ostrovech. Ročně klade obvykle 2–3 vejce, na kterých sedí samice 39–40 dní. Mláďata krmí oba rodiče nejprve natrávenou potravou. Plavou od 7.–8. dne, vzletná jsou ve věku asi dva a půl měsíce a pohlavně dospívají ve 3. roce života.

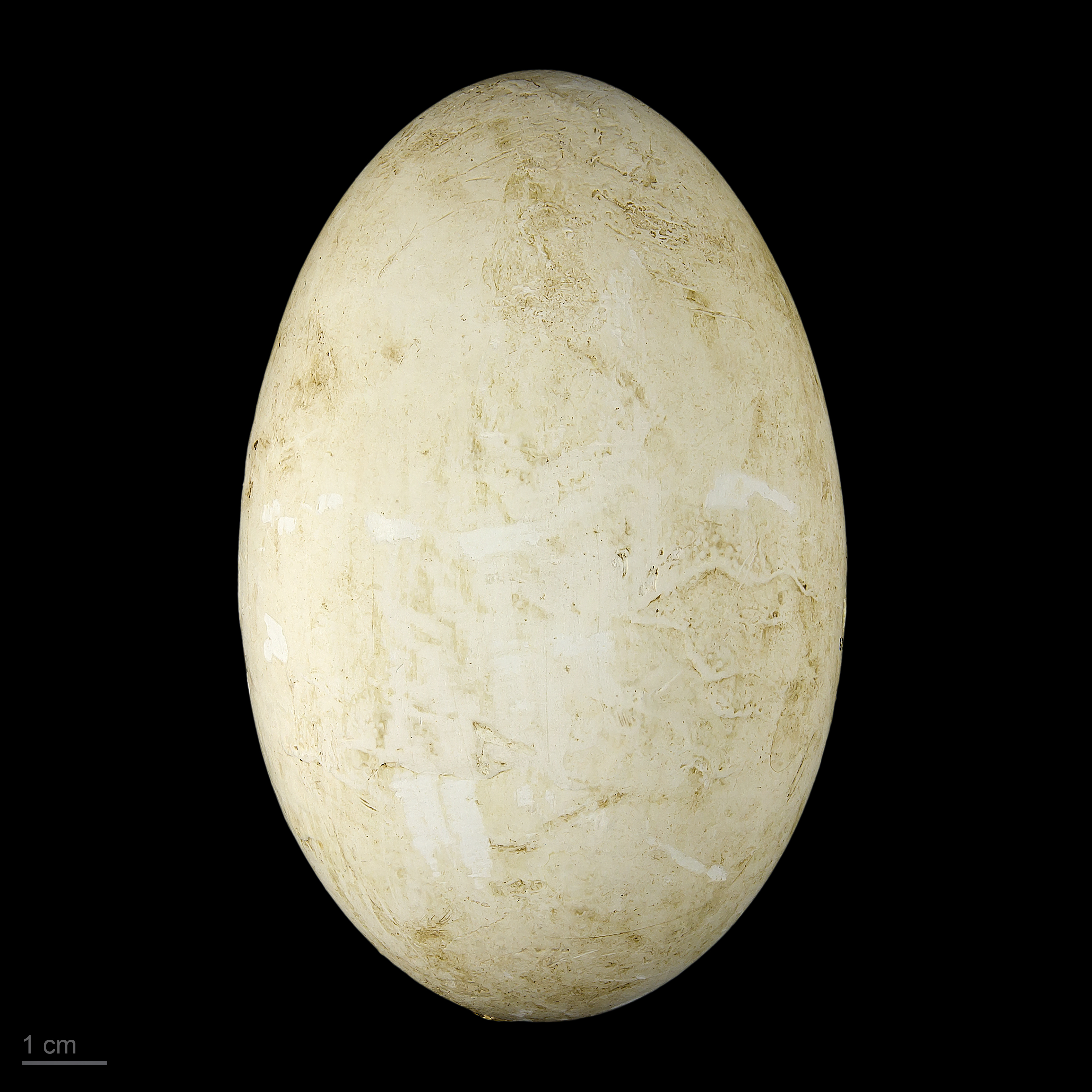
Vejce pelikána kadeřavého (Pelecanus crispus)

## Chov v zoo
V Evropě je tento druh chován ve více než osmi desítkách zoo. V Česku chovají pelikána kadeřavého tři zoo:
- Zoo Dvůr Králové
- Zoopark Chomutov
- Zoo Praha

V minulosti byl taktéž chován v Zoo Liberec, Zoo Ostrava a Zoo Plzeň.
Na Slovensku je chován pouze v Zoo Košice.

### Chov v Zoo Praha
První pelikán kadeřavý žil v Zoo Praha v letech 1950–1952. V průběhu padesátých let 20. století pak zoo prošlo mnoho jedinců, ale pouze v rámci tehdejších rozsáhlých transportů ze Sovětského svazu. Delší dobu (konkrétně 11 a 12 let) pak v zoo žili až dva jedinci, kteří se do zoo dostali v roce 1960. Obdobně jako u pelikánů bílých však k úspěšným odchovům došlo až v 90. letech 20. století. Pár, který přišel v roce 1995, odchoval ještě v průběhu téhož roku první mládě – samičku Kelly. Jednalo se o pražský prvoodchov. O rok později se vylíhl samec Ken. Oba jsou součástí chovné skupiny i nyní. Celkově se podařilo úspěšně odchovat čtyřicet pelikánů. Velmi úspěšný byl například rok 2013 s pěti odchovanými mláďaty. Ke konci roku 2017 bylo chováno 14 jedinců. V závěru roku 2018 se jednalo o 10 zvířat. V průběhu května 2019 se vylíhla tři mláďata.
Pelikán kadeřavý je k vidění v expozici v dolní části zoo poblíž pavilonu Sečuán.